# Campionats del món de ciclocròs de 1970
Els Campionats del món de ciclocròs de 1970 foren la 21a edició dels mundials de la modalitat de ciclocròs i es disputaren el 22 de febrer de 1970 a Zolder, Heusden-Zolder, Limburg, Bèlgica. Es disputaren dues proves masculines.

## Resultats
| Prova                   | Or                          | Or         | Plata                         | Plata | Bronze                      | Bronze   |
| Cursa elit masculina    | Eric De Vlaeminck · Bèlgica | 1h 03' 50" | Albert Van Damme · Bèlgica    | m. t. | Rolf Wolfshohl · RFA        | + 24"    |
| Cursa amateur masculina | Robert Vermeire · Bèlgica   | 56' 12"    | José María Basualdo · Espanya | + 24" | Norbert Dedeckere · Bèlgica | + 1' 14" |

## Classificacions

### Classificació de la prova masculina elit
| Pos. | Ciclista                  | País       | Temps      |
| ---- | ------------------------- | ---------- | ---------- |
|      | Eric De Vlaeminck         | Bèlgica    | 1h 03' 50" |
|      | Albert Van Damme          | Bèlgica    | m. t.      |
|      | Rolf Wolfshohl            | RFA        | + 24"      |
| 4    | Roger De Vlaeminck        | Bèlgica    | +1' 33"    |
| 5    | Renato Longo              | Itàlia     | + 2' 06"   |
| 6    | Julien Van Den Haesevelde | Bèlgica    | + 3' 22"   |
| 7    | John Atkins               | Regne Unit | + 3' 22"   |
| 8    | Hermann Gretener          | Suïssa     | + 4' 31"   |
| 9    | Ernst Boller              | Suïssa     | + 4' 43"   |
| 10   | Michel Pelchat            | França     | + 5' 08"   |

### Classificació de la prova masculina amateur
| Pos. | Ciclista            | País          | Temps    |
| ---- | ------------------- | ------------- | -------- |
|      | Robert Vermeire     | Bèlgica       | 56' 12"  |
|      | José María Basualdo | Espanya       | + 24"    |
|      | Norbert Dedeckere   | Bèlgica       | + 1' 14" |
| 4    | René De Clercq      | Bèlgica       | + 1' 34" |
| 5    | Wolfgang Renner     | RFA           | + 2' 34" |
| 6    | Roger Bijn          | Bèlgica       | + 2' 42" |
| 7    | Gertie Wildeboer    | Països Baixos | + 2' 49" |
| 8    | Karl Stähle         | RFA           | + 2' 55" |
| 9    | Luigi Torresani     | Itàlia        | + 3' 18" |
| 10   | José María González | Espanya       | + 3' 19" |

## Medaller
| Pos. | País    | Or | Plata | Bronze | Total |
| 1    | Bèlgica | 2  | 1     | 1      | 4     |
| 2    | Espanya | 0  | 1     | 0      | 1     |
| 3    | RFA     | 0  | 0     | 1      | 1     |